# Chan Siu Ki
Chan Siu Ki (chiń. trad. 陳肇麒, ur. 14 lipca 1985 w Fanlingu) – piłkarz z Hongkongu grający na pozycji napastnika, zawodnik Eastern District SA. W latach 2004–2017 reprezentant Hongkongu.

## Życiorys

### Kariera klubowa
Swoją karierę piłkarską Chan rozpoczął w klubie Tai Po FC. W 2003 roku przeszedł do Hong Kong Rangers FC, skąd wypożyczony był do Kitchee SC. W sezonie 2005/2006 zdobył z Kitchee SC Puchar Ligi Hongkongu oraz Hong Kong Senior Shield. Z kolei w sezonie 2006/2007 ponownie sięgnął po Puchar Ligi.
W 2008 roku Chan przeszedł do klubu South China AA, kwota odstępnego 94 tys. euro. Wraz z South China wywalczył dwa mistrzostwa Hongkongu w sezonach 2008/2009 i 2009/2010. W sezonie 2008/2009 został wybrany do Jedenastki Sezonu. W 2012 roku został wypożyczony do chińskiego Guangdong Sunray Cave FC, grającego w China League One. W 2013 z South China zdobył Puchar Hongkongu. W latach 2017–2020 był zawodnikiem TSW Pegasus FC.
2 listopada 2020 podpisał kontrakt z Eastern District SA.

### Kariera reprezentacyjna
W latach 2005–2009 reprezentował Hongkong w kategorii U-23.
W seniorskiej reprezentacji Hongkongu Chan zadebiutował 30 listopada 2004 na stadionie Jalan Besar Stadium (Kallang, Singapur) w zremisowanym 0:0 towarzyskim meczu z Singapurem, ostatecznie zakończonym zwycięstwem przez Hongkong w serii rzutów karnych. W swojej karierze grał też m.in. na Igrzyskach Wchiodnioazjatyckich 2005, Igrzyskach Azjatyckich 2006, Igrzyskach Wschodnioazjatyckich 2009 (zdobył na nich złoty medal) i Mistrzostwach Azji Wschodniej 2010.

## Statystyki

### Klubowe
Stan na 2 listopada 2020
| Sezon     | Klub                     | Kraj     | Rozgrywki      | Mecze | Bramki |
| --------- | ------------------------ | -------- | -------------- | ----- | ------ |
| 2002/2003 | Tai Po FC                | Hongkong | Third Division | 0     | 0      |
| 2003/2004 | Kitchee SC               | Hongkong | First Division | 22    | 7      |
| 2004/2005 | Kitchee SC               | Hongkong | First Division | 18    | 8      |
| 2005/2006 | Kitchee SC               | Hongkong | First Division | 20    | 4      |
| 2006/2007 | Kitchee SC               | Hongkong | First Division | 24    | 9      |
| 2007/2008 | Kitchee SC               | Hongkong | First Division | 23    | 9      |
| 2008/2009 | South China AA           | Hongkong | First Division | 22    | 12     |
| 2009/2010 | South China AA           | Hongkong | First Division | 12    | 11     |
| 2010/2011 | South China AA           | Hongkong | First Division | 10    | 5      |
| 2011/2012 | South China AA           | Hongkong | First Division | 13    | 3      |
| 2012      | Guangdong Sunray Cave FC | Chiny    | League One     | 11    | 2      |
| 2013      | Guangdong Sunray Cave FC | Chiny    | League One     | 27    | 8      |
| 2013/2014 | South China AA           | Hongkong | First Division | 9     | 0      |
| 2014/2015 | South China AA           | Hongkong | First Division | 13    | 4      |
| 2015/2016 | South China AA           | Hongkong | First Division | 13    | 2      |
| 2016/2017 | South China AA           | Hongkong | First Division | 8     | 1      |
| 2016/2017 | TSW Pegasus FC           | Hongkong | First Division | 8     | 2      |
| 2017/2018 | TSW Pegasus FC           | Hongkong | First Division | 17    | 2      |
| 2018/2019 | TSW Pegasus FC           | Hongkong | First Division | 17    | 1      |
| 2019/2020 | TSW Pegasus FC           | Hongkong | First Division | 7     | 1      |
| 2020/2021 | Eastern District SA      | Hongkong | First Division | 0     | 0      |